# Elenco de American Crime Story

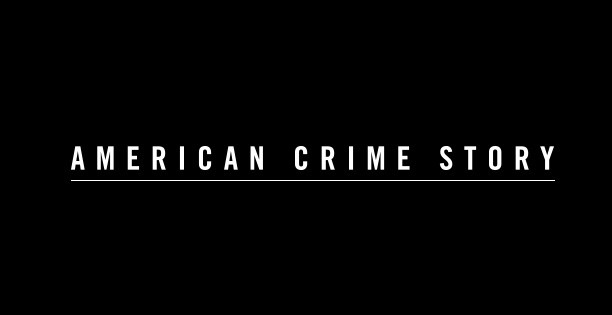
Tela de título de American Crime Story.

American Crime Story é uma série de televisão americana antológica de crimes reais desenvolvida por Scott Alexander e Larry Karaszewski, que são os produtores-executivos em conjunto com Ryan Murphy, Nina Jacobson, Brad Simpson e Brad Falchuk. A série estreou no canal FX nos Estados Unidos em 2 de fevereiro de 2016.

## Visão geral
| Indicadores de lista: - Células em verde representam que tal ator/personagem foi creditado no elenco principal da respectiva temporada. - Células em vermelho representam que tal ator/personagem foi creditado no elenco recorrente da respectiva temporada. - Células em azul claro representam que tal ator/personagem foi creditado como convidado. - Células em cinza indicam que tal ator não participou de forma alguma durante a respectiva temporada. |

| Sterling K. Brown    | Christopher Darden |                   |                   |
| Kenneth Choi         | Lance Ito          |                   |                   |
| Christian Clemenson  | Bill Hodgman       |                   |                   |
| Cuba Gooding Jr.     | O. J. Simpson      |                   |                   |
| Bruce Greenwood      | Gil Garcetti       |                   |                   |
| Nathan Lane          | F. Lee Bailey      |                   |                   |
| Sarah Paulson        | Marcia Clark       |                   | Linda Tripp       |
| David Schwimmer      | Robert Kardashian  |                   |                   |
| John Travolta        | Robert Shapiro     |                   |                   |
| Courtney B. Vance    | Johnnie Cochran    |                   |                   |
| Édgar Ramírez        |                    | Gianni Versace    |                   |
| Darren Criss         |                    | Andrew Cunanan    |                   |
| Ricky Martin         |                    | Antonio D'Amico   |                   |
| Penélope Cruz        |                    | Donatella Versace |                   |
| Proximamente         |                    |                   |                   |
| Beanie Feldstein     |                    |                   | Monica Lewinsky   |
| Clive Owen           |                    |                   | Bill Clinton      |
| Margo Martindale     |                    |                   | Lucianne Goldberg |
| Billy Eichner        |                    |                   | Matt Drudge       |
| Convidados especiais |                    |                   |                   |
| Judith Light         |                    | Marilyn Miglin    |                   |
| Aimee Mann           |                    | Bar Singer        |                   |
| Finn Wittrock        |                    | Jeff Trail        |                   |
| Recorrentes          |                    |                   |                   |
| Chris Bauer          | Tom Lange          |                   |                   |
| Selma Blair          | Kris Jenner        |                   |                   |
| Jordana Brewster     | Denise Brown       |                   |                   |
| Connie Britton       | Faye Resnick       |                   |                   |
| Garrett M. Brown     | Lou Brown          |                   |                   |
| Chris Conner         | Jeffrey Toobin     |                   |                   |
| Dale Godboldo        | Carl E. Douglas    |                   |                   |
| Jessica Blair Herman | Kim Goldman        |                   |                   |
| Billy Magnussen      | Kato Kaelin        |                   |                   |
| Rob Morrow           | Barry Scheck       |                   |                   |
| Robert Morse         | Dominick Dunne     |                   |                   |
| Michael McGrady      | Phillip Vannatter  |                   |                   |
| Angel Parker         | Shawn Chapman      |                   |                   |
| Steven Pasquale      | Mark Fuhrman       |                   |                   |
| Leonard Roberts      | Dennis Schatzman   |                   |                   |
| Keesha Sharp         | Dale Cochran       |                   |                   |
| Joseph Siravo        | Fred Goldman       |                   |                   |
| Joanna P. Adler      |                    | Mary Ann Cunanan  |                   |
| Joe Adler            |                    | Jerome Gentes     |                   |
| Annaleigh Ashford    |                    | Elizabeth Cote    | Paula Jones       |
| Jon Jon Briones      |                    | Modesto Cunanan   |                   |
| Will Chase           |                    | Paul Scrimshaw    |                   |
| Giovanni Cirfiera    |                    | Santo Versace     |                   |
| Mike Farrell         |                    | Lee Miglin        |                   |
| Jay R. Ferguson      |                    | Keith Evans       |                   |
| Cody Fern            |                    | David Madson      |                   |
| Max Greenfield       |                    | Ronnie Holston    |                   |
| Sophie von Haselberg |                    | Linda Elwell      |                   |
| Christine Horn       |                    | Talarah Gruber    |                   |
| Cathy Moriarty       |                    | Vivian Oliva      |                   |
| Michael Nouri        |                    | Norman Blachford  |                   |
| Dascha Polanco       |                    | Lori Wieder       |                   |
| Terry Sweeney        |                    | David Gallo       |                   |
| José Zúñiga          |                    | George Navarro    |                   |